# Llutxent (kommun)
Llutxent är en kommun i Spanien.   Den ligger i provinsen Província de València och regionen Valencia, i den östra delen av landet, 300 km sydost om huvudstaden Madrid. Antalet invånare är 2 508. Arean är 40 kvadratkilometer. Llutxent gränsar till Gandia, Ador, Aielo de Rugat, Almiserà och Ròtova. 
Terrängen i Llutxent är kuperad åt nordost, men åt sydväst är den platt.